# Accord des cinq compagnies

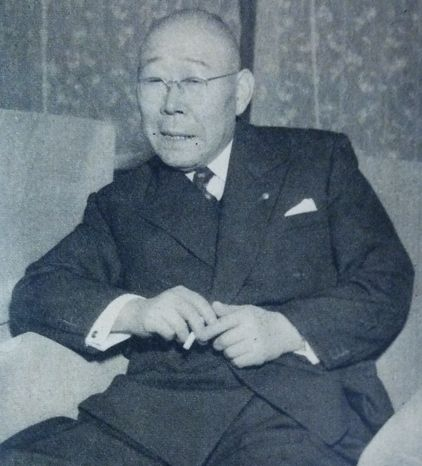
C'est le président de la Nikkatsu, Hori Kyusaku, qui décide de relancer la production de films de sa compagnie, provoquant une levée de boucliers de ses concurrents établis qui s'unissent contre lui avec l'« accord des cinq compagnies ».

L'accord des cinq compagnies (五社協定, Gosha Kyōtei) est une entente signée le 10 septembre 1953 entre cinq grandes sociétés japonaises du cinéma : la Shōchiku, la Tōhō, la Daiei, la Shintōhō, et la Toei.
Bien que sur le papier, il vise à interdire l’embauche d’acteurs et de réalisateurs entre les sociétés signataires, l’accord a en réalité pour but d'empêcher l’embauche d’acteurs par la Nikkatsu, qui a récemment commencé à faire des films. Il est principalement décidé par l'influence du producteur Masaichi Nagata, alors président de la Daiei.

## Histoire
Après la Seconde Guerre mondiale, la Nikkatsu (qui est alors principalement active dans le secteur de l’hôtellerie) commence à prendre des initiatives pour revenir à la production de films en construisant le studio de Tamagawa (en réalité, le studio Nikkatsu) et essaie d'embaucher des réalisateurs et des acteurs des cinq sociétés concurrentes. Pour s'y opposer, ces sociétés conviennent de ce qui suit :
1. Il sera interdit d'embaucher des acteurs et des réalisateurs d'une autre société.
2. Le prêt occasionnel d'acteurs et de réalisateurs est également interdit.

En septembre 1958, la Nikkatsu (qui a finalement repris la production cinématographique en 1954) participe également à l'entente qui devient alors l'« accord des six compagnies ». En 1961, il redevient l'« accord des cinq compagnies » après la faillite de la Shintōhō. Le 1er novembre de la même année, les cinq sociétés cessent de produire des films pour la télévision et limitent les diffusions télévisées de leurs films qui comprennent des acteurs en contrat exclusif avec elles.
Privées de films permettant de remplir leurs cases horaires, les chaînes de télévision commencent à diffuser des films américains à la place de films japonais. Comme aucun système de distribution n’est encore mis en place et qu’il y a très peu d’argent étranger en circulation à l’époque, des courtiers appelés « transporteurs » apparaissent. Le président de la Pacific Ocean Television (太平洋テレビ Taiheiyou Terebi), Akira Shimizu, émerge comme chef de file. Compte tenu de la demande pour les films américains, le besoin d'organisation de personnel japonais (production/scénarisation/développement de films) augmente inévitablement, et, comme il y a également des secteurs où les chaînes de télévision manquent de savoir-faire, cela ne devient un travail que dans des situations nécessaires, en particulier dans les doublages en japonais.